# Daan van Dijk
Daniel „Daan“ van Dijk (* 10. Mai 1907 in Den Haag; † 22. November 1986 ebenda) war ein niederländischer Bahnradsportler.
1928 errang Daan van Dijk gemeinsam mit Bernard Leene bei den Olympischen Sommerspielen in Amsterdam die Goldmedaille im Tandemrennen. Nach der Geburt seines ersten Kindes 1937 beendete er seine aktive Radsport-Karriere und wurde Wettkampfrichter.
Im Krieg benutzte van Dijk gemeinsam mit seiner Frau das Tandem, mit dem er die Goldmedaille gewonnen hatte, um Lebensmittel zu „hamstern“. Das Rad ist heute im Olympiastadion Amsterdam ausgestellt.